# ベアリング・プライベート・エクイティ・アジア
ベアリング・プライベート・エクイティ・アジア（英語: Baring Private Equity Asia、BPEA）は、香港に本社を置く、アジア最大級のプライベート・エクイティ・ファンド運営会社である。

## 沿革
1997年、ベアリングス銀行の関連会社であるベアリング・プライベート・エクイティ・インターナショナル（BPEAインターナショナル）の子会社として設立された。
2000年、創業者のジォーン・エリック・サラタは当社のマネジメント・バイアウトを主導し、独立した会社として設立した。
2016年、アフィリエーテッド・マネジャーズ・グループは当社の15%の少数株式を取得した。
2017年、レリガー・グローバル・アセット・マネジメントのクレジットユニットを買収した後、インドでクレジット投資ユニットを立ち上げた。
2022年3月、スウェーデンの同業大手であるEQTによる買収を受け、BPEA EQT Asiaとして再編されることが発表された。

## 事業
本社は主にアジア太平洋地域に焦点を当てており、未公開株や不動産、クレジットを持っている。また、香港をはじめ、中国やインド、日本、シンガポール、オーストラリア、アメリカ合衆国に拠点を置いている。

## ファンド

### プライベート・エクイティ
| ファンド                                          | ヴィンテージ年 | 関与された資本（$ m、米国ドル） |
| ------------------------------------------------- | -------------- | ------------------------------- |
| ベアリング・プライベート・エクイティ・ファンド    | 1999年         | 305ドル                         |
| ベアリング・プライベート・エクイティ・ファンドII  | 2002年         | 257ドル                         |
| ベアリング・プライベート・エクイティ・ファンドIII | 2005年         | 490ドル                         |
| ベアリング・プライベート・エクイティ・ファンドIV  | 2008年         | 1,515ドル                       |
| ベアリング・プライベート・エクイティ・ファンドV   | 2011年         | 2,460ドル                       |
| ベアリング・プライベート・エクイティ・ファンドVI  | 2015年         | 3,980ドル                       |
| ベアリング・プライベート・エクイティ・ファンドVII | 2020年         | 6,500ドル                       |

### 不動産
| ファンド                                           | ヴィンテージ年 | 関与された資本（$ m、米国ドル） |
| -------------------------------------------------- | -------------- | ------------------------------- |
| ベアリング・アジア・リアル・エステート・ファンド   | 2015年         | 365ドル                         |
| ベアリング・アジア・リアル・エステート・ファンドII | 2018年         | 1,000ドル                       |

### クレジット
| ファンド                          | ヴィンテージ年 | 関与された資本（$ m、米国ドル） |
| --------------------------------- | -------------- | ------------------------------- |
| BPEAクレジット - インドファンド   | 2017年         | 該当なし                        |
| BPEAクレジット - インドファンドII | 2019           | 225ドル                         |

## ポートフォリオ企業
出典：
- Acuon Capital
- RBLバンク（英語版）
- Interplex
- AGS Health
- Virtusa（英語版）
- VUS
- キャス・キッドソン
- クラリベイト（英語版）
- コフォージ（英語版）
- SAI Global（英語版）
- The CrownX
- CitiusTech
- 新韓金融フィナンシャルグループ（朝鮮語版）
- JD Health
- ジョイフル本田
- ソレラ・ホールディングス（英語版）
- Telus International（英語版）
- トライトグループ
- パイオニア
- Halla Cement
- プリモ・ジャパン
- プロメトリック
- HUTCHMED
- 編程猫
- Horizon Robotics
- ルミナス
- World Freight Company International

など